# Scott Sutter
Scott Lee Sutter (Londen, 13 mei 1986) is een Zwitsers voetballer die bij voorkeur speelt als verdediger. Hij speelt sinds het seizoen 2012/13 voor de Zwitserse club BSC Young Boys.

## Interlandcarrière
Onder leiding van bondscoach Ottmar Hitzfeld speelde Sutter zijn eerste interland voor Zwitserland op 3 september 2010 in de vriendschappelijke interland tegen Australië (0-0). Hij viel in dat duel na 45 minuten in voor Gökhan Inler.
3 Hadjam ·
4 Zourkou ·
5 Husić ·
6 Pfeiffer ·
7 Ugrinic ·
8 Łakomy ·
9 Itten ·
10 Imeri ·
11 Colley ·
13 Camara ·
14 Chaiwa ·
15 Elia ·
17 Janko ·
20 Niasse ·
21 Virginius ·
22 Conté ·
23 Benito ·
24 Althekame ·
26 Von Ballmoos  ·
27 Blum ·
30 Lauper ·
31 Conte ·
33 Keller ·
35 Ganvoula ·
39 Males ·
40 Marzino ·
77 Monteiro ·
Coach: Magnin